# Remo Barbiani
Remo Barbiani (Moimacco, 5 febbraio 1941) è un ex calciatore italiano, di ruolo difensore.

## Caratteristiche tecniche
Giocò nel ruolo di terzino sinistro.

## Carriera
Giocò in Serie A con l'Udinese ed in Serie C con il Rimini.